# Онелино
Оне́лино, или Ане́лино (бел. Анэліна) — деревня в составе Обидовичского сельсовета Быховского района Могилёвской области Республики Беларусь.

## Население
- 2010 год — 27 человек

## Достопримечательности
- Усадьба Выковских (утрачено)